# VfB Sperber Neukölln
VfB Sperber Neukölln is een Duitse voetbalclub uit het Berlijnse stadsdeel Neukölln.

## Geschiedenis
De club werd op 25 september 1921 opgericht als VfB Neukölln. Voor de Tweede Wereldoorlog speelde de rol geen rol van betekenis op sportief vlak. In 1925 fusioneerde de club met Berliner SC Rekord, maar deze fusie werd een jaar later al ongedaan gemaakt.
Na de oorlog werden alle Duitse voetbalclubs ontbonden. De club werd pas in 1949 heropgericht. De club trad voor het eerst uit de anonimiteit in 1968 toen VfB een promotie afdwong naar de Amateurliga Berlin, de derde klasse. De club bleef acht seizoenen een vaste waarde en degradeerde dan. Na één seizoen keerde de club terug, maar kon het behoud niet verzekeren. Van 1985 tot 1988 speelde de club nog drie seizoenen in de Oberliga Berlin. Hierna verdween de club naar lagere reeksen. In 1998 fusioneerde de club met Neuköllner SC Sperber en nam de huidige naam aan. In 2013 degradeerde de club uit de Bezirksliga